# Geharkunik
Geharkunik (arm. Գեղարքունիք) je jedna od deset pokrajina u Armeniji. Glavni grad joj je Gavar.

## Karakteristike
Pokrajina Gegharkunik nalazi se u istočnom središnjem dijelu Armenije, površina joj je 5.348 km² te je najveća armenska pokrajina (1.278 km² površine zauzima jezero Sevan) u njoj prema podacima iz 2002. godine živi 215.371 stanovnika, dok je prosječna gustoća naseljenosti 40 stanovnika na km². Regiji pripada enklava Arcvašen koju je okupirao Azerbajdžan.

## Administrativna podjela
Pokrajina je podjeljena na pet okruga i 92 općine od kojih su pet urbanih a 87 ruralnih.

## Granica
Gegharkunik graniči s Azerbajdžanom na istoku te armenskim pokrajinama:
- Sjunik - sjever
- Kotajk - zapad
- Ararat - jugozapad
- Vajots Dzor - jug

## Vanjske poveznice
- Službena stranica regije  Arhivirana inačica izvorne stranice od 30. travnja 2015. (Wayback Machine)